# 新疆阿魏
新疆阿魏（学名：Ferula sinkiangensis）是伞形科阿魏属的植物，是中国的特有植物。分布于中国大陆的新疆等地，生长于海拔850米的地区，一般生于荒漠中或带砾石的粘质土坡上，目前尚未由人工引种栽培。
种加名 sinkiangensis 意为“新疆的”。

## 外部連結
- 阿魏 Awei （页面存档备份，存于） 中藥材圖像數據庫 (香港浸會大學中醫藥學院)